# Veleň
Veleň är en ort i Tjeckien.   Den ligger i regionen Mellersta Böhmen, i den centrala delen av landet, 13 km nordost om huvudstaden Prag. Veleň ligger 214 meter över havet och antalet invånare är 780.
Terrängen runt Veleň är platt. Runt Veleň är det ganska tätbefolkat, med 139 invånare per kvadratkilometer. Närmaste större samhälle är Prag, 13,4 km sydväst om Veleň. Trakten runt Veleň består till största delen av jordbruksmark.